# Theodor Lindemann (Mediziner)
Theodor Lindemann (vollständiger Name Carl Wilhelm Julius Theodor Lindemann; * 3. November 1831 in Diepholz; † 23. Februar 1903 in Hannover) war ein deutscher Arzt, Geheimer Sanitätsrat und von 1863 bis 1896 Ärztlicher Direktor des Henriettenstiftes.

## Leben
Theodor Lindemann wurde noch vor dem Beginn der Industrialisierung im Königreich Hannover in der Stadt Diepholz als Sohn eines Medizinalrates geboren. Er verbrachte seine Kindheit in Diepholz, besuchte das Ratsgymnasium Osnabrück und legte dort Ostern 1852 das Abitur ab. Am 20. April 1852 immatrikulierte er sich als Student der Medizin an der Georgia-Augusta. Er schloss sich dort der Burschenschaft Hannovera an.
Nach der Promotion zum Dr. med. an der Universität Göttingen bestand er im Frühjahr 1856 in Hannover das ärztliche Staatsexamen. Um sich fortzubilden, besuchte er anschließend verschiedene ärztliche Einrichtungen in Paris. Danach arbeitete er einige Monate an der Irrenanstalt in Hildesheim; sodann ließ er sich als praktischer Arzt in Diepholz nieder.
1859 trat er als provisorischer Assistenzarzt in das Heer des Königreichs Hannover ein und gehörte zunächst dem 1. Bataillon des Artillerieregiments zu Hannover an. Zum 30. August 1860 wurde er zum Assistenzarzt befördert und an das 1. Bataillon des Garde-Infanterie-Regiments nach Hannover versetzt. Dort verblieb er drei Jahre. In dieser Zeit hatte er Kontakt zu dem Chirurgen Louis Stromeyer, der ab 1854 Chef des Heeressanitätswesens des Königreichs Hannover war. Dieser beeinflusste Lindemann, sich der Chirurgie zuzuwenden.
In der Residenzstadt des Königreichs heiratete Lindemann am 17. Oktober 1861 Auguste Amalie Friederike (* 25. November 1837 in Hannover), mit der er zeitweilig unter der Anschrift Schiffgraben 12 wohnte.
1863 war er als praktischer Arzt in Hannover tätig und wurde kurz darauf erster Ärztlicher Direktor des Henriettenstifts, dessen Krankenabteilung 1860 gegründet worden war und zunächst nur wenige Betten umfasste. Anfangs hat er seine Tätigkeit als praktischer Arzt beibehalten, aber die Klinik des Henriettenstifts wuchs ständig, verfügte um 1890 bereits über 120 Betten, war eine der größten Krankenanstalten Hannovers und weit über das Weichbild der Stadt hinaus bekannt. Seine Funktion als Ärztlicher Direktor übte er mehr als 33 Jahre lang aus. In Fachkreisen ist er durch die von ihm entwickelte Methode der einseitigen Operation der Leberechinokokken bekannt geworden. 1897 bat er seines Alters wegen um Entlassung. Sein Nachfolger als Leiter der Chirurgischen Abteilung wurde sein Sohn Georg Lindemann. Ab 1897 lebte Theodor Lindemann im Ruhestand in Hannover, blieb jedoch bis zu seinem Tode Mitglied im Komitee des Henriettenstifts.
Theodor Lindemann war verschwägert mit der Unternehmerin und Keramik-Künstlerin Gertrud Kraut, die von 1901 bis 1912 in dem von ihm 1883 erworbenen Haus Röhrs wohnte, das der Architekt Heinrich Tramm in den Jahren 1854 bis 1855 am Schiffgraben 1 für die Familie des vorstorbenen Kaufmanns, Tuchhändlers und Senators Heinrich Bernhard Röhrs errichtet hatte. Das Gebäude, das die Keramikerin mehr als ein halbes Jahrhundert später in einem Brief an den Kunsthistoriker Georg Hoeltje ausführlich beschrieb und das sie unter anderem mit der von der Familie um den Maler Friedrich Kaulbach benannten Villa Kaulbach verglich, wurde 1912 von der Hannoverschen Landeskreditanstalt erworben und 1913 zugunsten eines Neubaus des Kreditinstitutes abgerissen.

## Ehrungen
- Verleihung des Titels Sanitätsrat 1864
- Verleihung des Titels Geheimer Sanitätsrat

## Nachweis in gedruckten Bibliographien
- Friedrich Busch, Reinhard Oberschelp: Bibliographie der niedersächsischen Geschichte für die Jahre 1933 bis 1955, Bd. 1–5. Hildesheim: Lax 1973-77. (Veröffentlichungen der Historischen Kommission für Niedersachsen und Bremen, 16, 2, 1–5), 17 569[2]
- Niedersachsen-Bibliographie. Berichtsjahr 1908 bis 1970. Systematisches Gesamtverzeichnis. Bd. 5. Bearb. von Reinhard Oberschelp. Mainz-Kastel: Gaertner 1985, S. 219[2]